# Monogenismo
Il monogenismo, da monogenesi, che letteralmente significa "origine (genesi) unica (mono), in senso generico è una teoria comune a varie dottrine che sostengono esservi un'unica causa all'origine di una molteplicità e diversità di fenomeni.
Così ad esempio una teoria monogenetica è quella per cui ci sarebbe stata una singola protolingua (la "lingua primigenia" o protolingua mondiale) dalla quale si sarebbero poi distinte tutte le lingue e tutte le famiglie linguistiche, sia quelle viventi sia quelle estinte, conosciute negli ultimi 6000 anni di storia.

## Il criterio mixologico
In biologia la concezione monogenetica, contrapponendosi al poligenismo, ipotizza che alcuni o tutti gli organismi si siano evoluti da un'unica, iniziale entità primitiva e che l'uomo attuale origini da un'unica specie di Homo sapiens.
Il monogenismo è confortato dal criterio mixologico, uno dei metodi usati per definire una specie per cui «si ritengono specifiche, cioè appartenenti a un'unica specie, due popolazioni i cui individui possono accoppiarsi con esito fecondo, ed eterospecifiche due popolazioni i cui componenti non si incrociano oppure, pur incrociandosi, non danno prole, o la danno sterile.»
Il criterio mixologico tuttavia non ha validità assoluta in quanto in laboratorio si è sperimentato che esistono specie che pur non incrociandosi mai in natura hanno generato prole fertile. Lo stesso criterio suffraga le teorie sugli ibridi umani «che, per lo stesso fatto di essere fecondi, derivano dall'incrocio fra individui appartenenti alla medesima specie, seppure a varietà diverse.»

## Il criterio genetico
Il monogenismo viene comunque contrastato poiché non spiegherebbe l'esistenza di popolazioni diversamente caratterizzate diffuse nel mondo. Nel corso del XX secolo si è però accertata l'antichità della presenza dell'uomo sulla Terra e della sua graduale diffusione nei diversi continenti provata dalla mancanza di fossili prewürmiani, antecedenti cioè l'ultimo periodo glaciale, in Australia e in America. 
Le differenziazioni tra i vari gruppi umani troverebbero allora la loro spiegazione nella genetica che riporta il fenomeno al lungo periodo in cui si sono realizzate le mutazioni dovute all'ambiente e all'isolamento geografico: nel corso del lungo processo evolutivo cioè, specifici fattori ereditari entrarono a far parte del patrimonio genetico e quindi vennero selezionati naturalmente come positivi per la continuazione della vita solo in alcune popolazioni in rapporto all'ambiente in cui vivevano e trasmessi in questo modo stabilmente come caratteri dominanti ai discendenti anche per effetto dell'ibridazione intervarietale, dell'incrocio cioè  tra gruppi di popolazioni diverse.

## L'Eva mitocondriale e l'Adamo cromosomiale-Y
La teoria monogenetica riceve ulteriore conferma dall'analisi del nucleo mitocondriale. Una comparazione del DNA mitocondriale di appartenenti alla specie umana di diverse etnie e regioni, ha suggerito che tutte queste sequenze di DNA si siano evolute molecolarmente dalla sequenza di un antenato comune. In base all'assunto che un individuo erediti i mitocondri solo dalla propria madre, questa scoperta implica che tutti gli esseri umani abbiano una linea di discendenza femminile che deriva da una donna che i ricercatori hanno soprannominato Eva mitocondriale. Basandosi sulla tecnica dell'orologio molecolare che mette in correlazione il passare del tempo con la deriva genetica osservata, si ritiene che Eva sia vissuta in Africa circa 200.000 anni fa.
Una considerazione analoga può essere fatta per il cromosoma Y che si trasmette solo da padre a figlio maschio. Anche in questo caso la teoria dell'orologio molecolare induce a ipotizzare un unico progenitore, detto Adamo cromosomiale-Y.

## La teologia cattolica
Per la teologia cattolica il monogenismo si accorda con i testi sacri e con la dottrina del peccato originale. Scrive Pio XII nell'enciclica Humani generis del 1950: «I fedeli non possono abbracciare [il poligenismo, perché inconciliabile] con quanto le fonti della Rivelazione e gli atti del Magistero della Chiesa ci insegnano circa il peccato originale, che proviene da un peccato veramente commesso da Adamo individualmente e personalmente, e che, trasmesso a tutti per generazione, è inerente in ciascun uomo come suo proprio».
L'enciclica rimandava in effetti alle conclusioni del Concilio di Trento, sessione V, decreto sul peccato originale, canone 1: «Se qualcuno non confessa che Adamo, il primo uomo, avendo trasgredito il comandamento di Dio nel Paradiso, abbia subito perduto la santità e la giustizia in cui era stato costituito, e abbia incorso, per l'offesa di tale prevaricazione, l'ira e l'indignazione di Dio,...». E ancora prima san Paolo diceva in Romani 5, 12: «Quindi, come a causa di un solo uomo il peccato è entrato nel mondo e con il peccato la morte, così anche la morte ha raggiunto tutti gli uomini, perché tutti hanno peccato».
Come evidenziato da alcuni teologi, tra cui figura Karl Rahner, in realtà Pio XII non rifiutava il poligenismo, né lo approvava, ma semplicemente lo lasciava fuori dalla discussione teologica, lasciando così margine di libertà ai teologi. 